# Booker T. & the M.G.'s
Booker T. & the M.G.'s is een instrumentale soulband, vooral populair in de jaren zestig en zeventig. De band wordt vaak in het subgenre Memphis soul geplaatst. De bandleden werkten als sessiemuzikanten voor Stax Records en speelden tussen 1963 en 1968 op meer dan 500 albums van Stax Records, waaronder albums van Otis Redding, Eddie Floyd, Johnnie Taylor, Rufus Thomas en Carla Thomas. Met Steve Cropper en Donald Dunn als blanke leden waren ze ook een van de eerste bands die zowel blanke als Afro-Amerikaanse leden hadden. Ze zijn waarschijnlijk het bekendst door hun wereldhit Green Onions (1962).

## Biografie

### Leden
De oorspronkelijke leden van de band waren:
- Booker T. Jones – orgel, piano
- Steve Cropper – gitaar
- Lewie Steinberg – basgitaar
- Al Jackson Jr. – drums

### Green Onions
Hun eerste en waarschijnlijk grootste hit Green Onions (1962) ontstond tijdens een spontane jamsessie. Nadat zanger Billy Lee Riley de studio had verlaten improviseerde de huisband van Stax Records wat. Hieruit ontstonden twee nummers, die vervolgens als single werden uitgebracht. Als bandnaam koos de huisband van Stax voor Booker T. & the MG's, naar de MG van een van de werknemers bij Stax.
In 1965 verliet Steinberg de band en kwam Donald Dunn voor hem in de plaats. Carson Whitsett was de keyboardspeler tijdens een korte reünie in 1973. Drummer Jackson, die inmiddels voor Al Green werkte, werd in oktober 1975 door een indringer in zijn huis neergeschoten en overleed enkele dagen later. Daarna waren er verschillende drummers: Willie Hall, Anton Fig, Steve Jordan en Steve Potts.

### Uiteenval en reünie
De groep viel geleidelijk uit elkaar na de verkoop van Stax Records in 1968, hoewel Dunn en Jackson bleven spelen op veel latere Stax-opnamen. Jones ging muziek studeren aan de Universiteit van Indiana. Potts verhuisde naar Los Angeles om een studio te openen en om sessiewerk te doen in 1969. Cropper en Dunn gingen samenwerken met de Blues Brothers tot eind jaren zeventig. The MG's werkten in 1992 samen aan The 30th Anniversary Concert Celebration, het tributeconcert voor Bob Dylan in Madison Square Garden. In 1993 gingen ze mee op tournee als begeleidingsband van Neil Young. In 1994 werd That’s the Way It Should Be uitgebracht door Booker T. & the MG's: hun eerste album na 20 jaar.

## Discografie

### Albums
| Album                       | Verschijnen    | Label            | Type          | Hitlijsten | Hitlijsten | Hitlijsten | Hitlijsten | Hitlijsten | Hitlijsten | Hitlijsten                                 | Hitlijsten |
| Album                       | Verschijnen    | Label            | Type          | BE (VL)    | BE (VL)    | NL         | NL         | VK         | VS         |                                            |            |
| Album                       | Verschijnen    | Label            | Type          | Piek       | Weken      | Piek       | Weken      | Piek       | Piek       | Opmerkingen                                |            |
| --------------------------- | -------------- | ---------------- | ------------- | ---------- | ---------- | ---------- | ---------- | ---------- | ---------- | ------------------------------------------ | ---------- |
| Green Onions                | oktober 1962   | Stax, Atlantic   | Studio        | -          | -          | -          | -          | -          | 33         |                                            |            |
| Soul Dressing               | maart 1965     | Stax, Atlantic   | Studio        | -          | -          | -          | -          | -          | -          |                                            |            |
| And Now!                    | november 1966  | Stax, Atlantic   | Studio        | -          | -          | -          | -          | -          | -          |                                            |            |
| In the Christmas Spirit     | november 1966  | Stax, Atlantic   | Studio        | -          | -          | -          | -          | -          | -          |                                            |            |
| Hip Hug-Her                 | juni 1967      | Stax, Atlantic   | Studio        | -          | -          | -          | -          | -          | -          |                                            |            |
| Back to Back                | juli 1967      | Stax, Atlantic   | Live          | -          | -          | -          | -          | -          | -          | met The Mar-Keys                           |            |
| Doin' Our Thing             | april 1968     | Stax, Atlantic   | Studio        | -          | -          | -          | -          | -          | 176        |                                            |            |
| Soul Limbo                  | september 1968 | Stax             | Studio        | -          | -          | -          | -          | -          | -          |                                            |            |
| UpTight                     | januari 1969   | Stax             | Soundtrack    | -          | -          | -          | -          | -          | 98         |                                            |            |
| The Booker T. Set           | mei 1969       | Stax             | Studio        | -          | -          | -          | -          | -          | -          |                                            |            |
| McLemore Avenue             | april 1970     | Stax             | Studio        | -          | -          | -          | -          | -          | -          | eerbetoon aan Abbey Road                   |            |
| Melting Pot                 | januari 1971   | Stax             | Studio        | -          | -          | -          | -          | -          | -          |                                            |            |
| The MG's                    | 1973           | Stax             | Studio        | -          | -          | -          | -          | -          | -          | zonder Cropper en Jones                    |            |
| Union Extended              | 1976           | Stax             | Studio        | -          | -          | -          | -          | -          | -          |                                            |            |
| Universal Language          | 1977           | Asylum           | Studio        | -          | -          | -          | -          | -          | -          |                                            |            |
| That's the Way It Should Be | 1994           | Columbia, Acadia | Studio        | -          | -          | -          | -          | -          | -          |                                            |            |
| Time Is Tight               | 1998           | Universal        | Studio / Live | -          | -          | -          | -          | -          | -          | Anthologie (3 cd's), incl. extra materiaal |            |

### Singles
| Single               | B-kant              | Verschijnen    | Album                            | Hitlijsten | Hitlijsten | Hitlijsten | Hitlijsten | Hitlijsten | Hitlijsten |
| Single               | B-kant              | Verschijnen    | Album                            | BE (VL)    | BE (VL)    | NL         | NL         | VK         | VS         |
| Single               | B-kant              | Verschijnen    | Album                            | Piek       | Weken      | Piek       | Weken      | Piek       | Piek       |
| -------------------- | ------------------- | -------------- | -------------------------------- | ---------- | ---------- | ---------- | ---------- | ---------- | ---------- |
| Green Onions         | Behave Yourself     | september 1962 | Green Onions                     | -          | -          | -          | -          | -          | 3          |
| Mo' Onions           | Fannie Mae          | december 1963  | Green Onions                     | -          | -          | -          | -          | -          | 97         |
| Jellybread           | Aw' Mercy           | december 1962  | Soul Dressing                    | -          | -          | -          | -          | -          | 82         |
| Home Grown           | Big Train           | maart 1963     | Soul Dressing                    | -          | -          | -          | -          | -          | -          |
| Chinese Checkers     | Plum Nellie         | juni 1963      | Soul Dressing                    | -          | -          | -          | -          | -          | 78         |
| Tic-Tac-Toe          | Mo' Onions          | januari 1964   | Soul Dressing                    | -          | -          | -          | -          | -          | 109        |
| Soul Dressing        | MG Party            | juli 1964      | Soul Dressing                    | -          | -          | -          | -          | -          | 95         |
| Can't Be Still       | Terrible Thing      | november 1964  | Soul Dressing                    | -          | -          | -          | -          | -          | -          |
| Boot-Leg             | Outrage             | april 1965     | The Best of Booker T. & The MG's | -          | -          | -          | -          | -          | 58         |
| Be My Lady           | Red Beans and Rice  | november 1965  |                                  | -          | -          | -          | -          | -          | -          |
| My Sweet Potato      | Booker-Loo          | juli 1966      | And Now!                         | -          | -          | -          | -          | -          | 85         |
| Jingle Bells         | Winter Wonderland   | december 1966  | In the Christmas Spirit          | -          | -          | -          | -          | -          | -          |
| Hip Hug-Her          | Summertime          | februari 1967  | Hip Hug-Her                      | -          | -          | -          | -          | -          | 37         |
| Groovin'             | Slim Jenkins' Place | juni 1967      | Hip Hug-Her                      | -          | -          | -          | -          | -          | 21         |
| Winter Snow          | Silver Bells        | december 1967  |                                  | -          | -          | -          | -          | -          | -          |
| Soul Limbo           | Heads or Tails      | mei 1968       | Soul Limbo                       | -          | -          | 10         | 7          | 30         | 17         |
| Hang 'Em High        | Over Easy           | oktober 1968   | Soul Limbo                       | -          | -          | -          | -          | -          | 9          |
| Time Is Tight        | Johnny, I Love You  | februari 1969  | UpTight                          | -          | -          | 7          | 8          | 4          | 6          |
| Mrs. Robinson        | Soul Clap '69       | mei 1969       | The Booker T. Set                | -          | -          | 27         | 3          | 35         | 37         |
| Slum Baby            | Meditation          | juli 1969      |                                  | -          | -          | -          | -          | -          | 88         |
| Something            | Sunday Sermon       | juni 1970      | McLemore Avenue                  | -          | -          | -          | -          | -          | 76         |
| Melting Pot          | Kinda Easy Like     | februari 1971  | Melting Pot                      | -          | -          | -          | -          | -          | 45         |
| Jamaica This Morning | Fuquawi             | oktober 1971   |                                  | -          | -          | -          | -          | -          | -          |
| Sugarcane            | Blackside           | juli 1973      | The MG's                         | -          | -          | -          | -          | -          | -          |
| Neckbone             | Breezy              | mei 1974       | The MG's                         | -          | -          | -          | -          | -          | -          |
| Sticky Stuff         | Tie Stick           | mei 1977       | Universal Language               | -          | -          | -          | -          | -          | -          |
| Grab Bag             | Reincarnation       | augustus 1977  | Universal Language               | -          | -          | -          | -          | -          | -          |
| Green Onions         | Boot-Leg            | november 1979  | The Best of Booker T. & The MG's | -          | -          | -          | -          | 7          | -          |
| Cruisin'             | Just My Imagination | januari 1994   | That's the Way It Should Be      | -          | -          | -          | -          | -          | -          |

### NPO Radio 2 Top 2000
| Nummers met noteringen in de NPO Radio 2 Top 2000 | '99 | '00 | '01 | '02  | '03  | '04  | '05 | '06  | '07  | '08  | '09  | '10  | '11  | '12  | '13  | '14  | '15  | '16  |
| ------------------------------------------------- | --- | --- | --- | ---- | ---- | ---- | --- | ---- | ---- | ---- | ---- | ---- | ---- | ---- | ---- | ---- | ---- | ---- |
| Green Onions                                      | -   | -   | -   | -    | -    | -    | -   | 1750 | 1471 | 1985 | 1460 | 1598 | 1417 | 1623 | 1492 | 1807 | 1913 | 1934 |
| Time Is Tight                                     | 855 | 770 | 764 | 1021 | 1034 | 1196 | 784 | 742  | 607  | 752  | 1388 | 1287 | 1376 | 1854 | 1940 | -    | -    | -    |

1. ↑  Een '-' betekent dat het nummer niet was genoteerd en een vetgedrukt getal geeft de hoogste notering van een nummer aan.
2. ↑  Deze tabel is bijgewerkt tot en met de laatste editie (2024).

## Gastoptredens van één of meerdere leden van de MG's
- Jeff Beck, The Jeff Beck Group (Cropper, producent)
- Eric Clapton, 461 Ocean Boulevard (Jackson); Money And Cigarettes (Dunn)
- Bob Dylan, Pat Garrett & Billy The Kid; (Jones); Shot Of Love; Behind The Sun (Dunn)
- Aretha Franklin, Young, Gifted and Black (Jackson)
- Albert King, Born Under A Bad Sign (allen)
- Poco, From The Inside (Cropper, producent)
- Otis Redding, zo'n beetje alles
- Rod Stewart, Atlantic Crossing (Cropper, Dunn, Jackson)
- Steve Stills, "Cherokee" (Jones)
- Axelle Red (Steve Potts)

## Diversen
- Booker T & The MG's werden in 1992 opgenomen in de Rock-'n-Roll Hall of Fame.
- In 2004 stond de groep in het muziekblad Rolling Stone Magazine op #93 in de 100 Greatest Artists of All Time lijst.
- In 2007 ontving de groep een Grammy Lifetime Achievement Award.
- Jones werd in 2008 in de Music Hall of Fame opgenomen.
- Levon Helm heeft aangegeven een grote fan te zijn van Booker T. & the M.G.'s.[bron?]